# 聯華超市

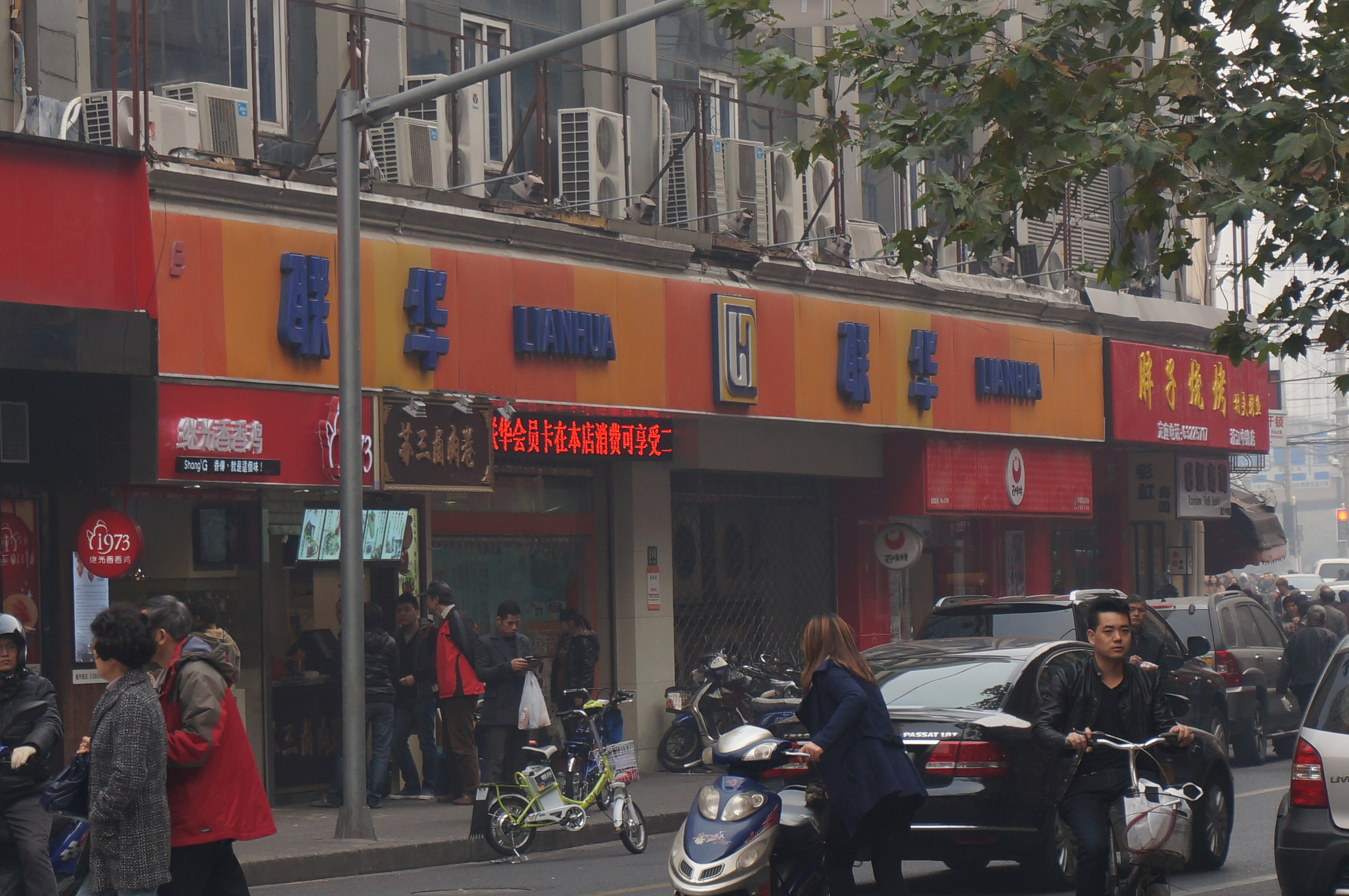
在上海黄浦区的一家联华超市店铺

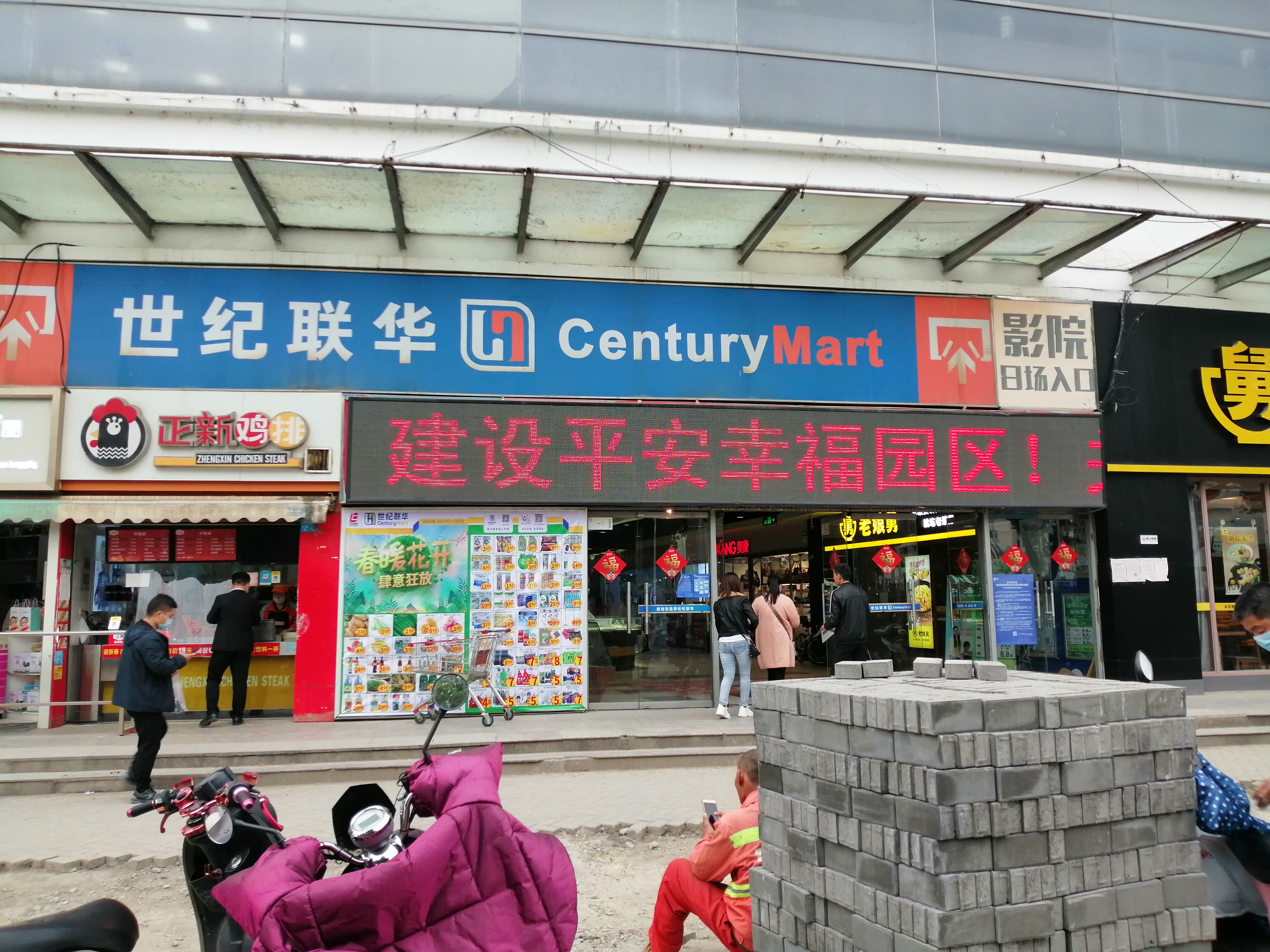
位于江苏省苏州市的世纪联华

聯華超市股份有限公司，簡稱聯華超市股份，以及聯華超市（英語：Lianhua Supermarket Holdings Co., Ltd.，港交所：0980），是一家总部设立在上海的零售企业。於1991年成立前身為「联华商业」，現時為百联集团有限公司旗下。該公司業務為大型综合超市、超级市场及便利店主要經營，包括「世纪联华」、「联华超市」、「华联超市」、「快客便利」、「櫻工房藥妝店」、“联华易购”。

## 历史
該股份在2003年6月27日於港交所主板H股上市，認購包括三菱商事、上實集團等聯華超市股份有限公司。
2009年6月29日，该公司宣布以4.92亿人民币收购华联超市。
2015年4月8日，永輝超市以每股3.92元，收購聯華超市股東百青投資持有的2.37億股內資股，佔已發行股本的21.17%，成為聯華超市第二大股東。
截止至2015年12月31日，联华超市的总门店（不包括本公司聯營公司經營的門店）数目达到3883家，遍布全国19个省份及直辖市，其中大型综合超市共157家，超市共2123家，便利店共1603家。
2016年12月24日，永輝超市以每股4.01港元，9.5億港元出售聯華超市持有的2.37億股內資股，佔已發行股本的21.17%，給上海易果電子商務有限公司。